# غورو ناكامورا
غورو ناكامورا (باليابانية: 中村梧郎؛ بالكانا: なかむら ごろう) هو مصور ياباني، ولد في 1940 في أوكايا في اليابان.